# Culicoides byersi
Culicoides byersi är en tvåvingeart som beskrevs av Atchley 1967. Culicoides byersi ingår i släktet Culicoides och familjen svidknott. Inga underarter finns listade i Catalogue of Life.